# Fifi Brindacier (série télévisée d'animation)
Cet article concerne la série télévisee d'animation. Pour les autres significations, voir Fifi Brindacier (homonymie).
Fifi Brindacier (Pippi Longstocking) est une série télévisée d'animation germano-suedo-canadienne en 26 épisodes de 26 minutes, d'après le personnage éponyme d'Astrid Lindgren, produite par Nelvana et Svensk Filmindustri, et diffusée en français à partir du 21 septembre 1997 sur Télétoon.
Aux États-Unis, la série a été distribuée par Paramount Pictures et a été diffusée entre le 4 juillet et le 27 septembre 1998 sur HBO. En France, la diffusion a commencé le 31 août 1998 sur TF1 dans l'émission TF! Jeunesse puis a été rediffusée par la suite sur France 5 dans Zouzous depuis le 25 juillet 2011. La série est rediffusée sur France 3 Via Stella.
En 2008, Studio 100 fait acquisition de la société allemande EM.Entertainment qui était jusqu'alors propriétaire de la série télévisée,.

## Synopsis
Fifi Brindacier est une drôle de petite fille rousse au visage constellé de taches de rousseur, intrépide, joyeuse et dotée d'une force incroyable. Fille d'un pirate des mers du Sud, elle vit seule dans une grande maison en compagnie de son singe, surnommé « Monsieur Dupont », et de son cheval, surnommé « Oncle Alfred ». Ne connaissant aucune contrainte, elle entraîne ses petits voisins, Annika et Tommy, dans des aventures extraordinaires…

## Épisodes
1. Le Retour de Fifi (Pippi Returns to Villa Villekula)
2. Fifi et les voleurs (Pippi Entertains Two Burglars)
3. La maison n'est pas à vendre (Pippi Doesn't Sell Her House)
4. Le Voyage en ballon (Pippi Goes Up in a Balloon)
5. Fifi dans les mers du sud (Pippi Goes to the South Seas)
6. Fifi et les voleurs de perles (Pippi Meets Some Pearl Poachers)
7. L'Odyssée de Fifi (Pippi Goes Home)
8. La Grande Course (Pippi Enters the Big Race)
9. Fifi et le concours hippique (Pippi Enters a Horserace)
10. Fifi et les cambrioleurs (Pippi Meets a Master Criminal)
11. Fifi fait naufrage (Pippi Is Shipwrecked)
12. Fifi sauve la maison de retraite (Pippi Saves the Old Folks)
13. Fifi à la fête foraine (Pippi Goes to the Fair)
14. Le Noël de Fifi (Pippi's Christmas)
15. Fifi ne veut pas grandir (Pippi Doesn't Want to Grow Up)
16. Fifi à l'école (Pippi Doesn't Want to Go to School)
17. Fifi au grand nord (Pippi Goes Up North)
18. Fifi sauve les baleines (Pippi Saves the Whales)
19. Fifi et la remise des prix (Pippi Doesn't Go to School… Does She)
20. Fifi et la dame blanche (Pippi Meets the White Lady)
21. Fifi et le refuge Villekula (Pippi Trains Some Animals)
22. Fifi et les empreintes mystérieuses (Pippi Finds a Mysterious Footprint)
23. Fifi au concours floral (Pippi Enters a Flower Show)
24. Visite chez tante Matilda (Pippi Visits Aunt Matilda)
25. Fifi et le menuisier (Pippi and the Carpenter)
26. Fifi et le trésor du train (Pippi Takes a Train Ride)

## Personnages
Fifi Brindacier : l'héroïne de la série. Avec ses couettes rousses et ses longues chaussettes dépareillées, elle ne passe pas inaperçue. Dotée d'une force considérable, elle vit de façon autonome à la Villa Villekula en compagnie de son singe "Monsieur Dupont" et de son cheval un peu paresseux "Oncle Alfred". Vive et enjouée, elle n'est jamais à court d'imagination pour partir dans des aventures extraordinaires. Bien que ne supportant pas les conventions sociales, elle a bon cœur et ne refuse jamais de venir en aide à quelqu'un. Elle est très riche et adore cuisiner, principalement des crêpes. Ses connaissances scolaires laissent en revanche beaucoup à désirer. 
Tommy : le fils des voisins de Fifi et le grand frère d'Annika. Il l'accompagne souvent dans ses aventures pour fuir l'ennui de sa vie bourgeoise.
Annika : la petite sœur de Tommy. Elle aussi suit Fifi dans ses aventures. 
Capitaine Ephraïm Brindacier : le père de Fifi. Roi des mers du sud, il voyage dans le monde entier, emmenant parfois sa fille avec lui malgré les risques encourus. Il est de forte corpulence, ce qui ne l'empêche pas d'être très actif. 
Laeticia Paradis : le type même de la bourgeoise suffisante et coincée. Elle semble exécrer Fifi mais semble pourtant avoir envers elle une sympathie et la défend même dans certains épisodes.
Carl le danseur et Bloom : deux cambrioleurs qui tentent à plusieurs reprises de voler l'or de Fifi. Pas très futés, ils échouent tout le temps dans leur entreprise. Il leur arrive souvent d'être roulés par plus malins qu'eux. Le gros Carl, meneur de la bande, est un très bon danseur, mais pas autant que Fifi. Le petit et maigre Bloom a une tante très riche mais irascible, Matilda. 
Kling et Klang : les deux inspecteurs de police de la ville. Nigauds,  et obsédés par la paperasse, ils ne pensent qu'a remplir des formulaires, ce qui agacent toutes les personnes qui viennent les solliciter, en particulier madame Paradis qui les détestent et n'hésitent pas à les insulter par moments. Ils leur arrivent par moments d'avoir de petits de lucidité. Physiquement identiques, ils ne diffèrent que par la couleur de leur cheveux et moustache : Kling est rouquin, alors que Klang est blond.
Anna : la fille la plus populaire à l'école. Elle a les cheveux bruns attachés en queue de cheval avec un arc rouge. Anna est souvent représentée dans sa tenue emblématique, son uniforme scolaire, qu'elle porte une chemise bleu clair avec une cravate rouge, une robe bleue sans manches, des chaussettes blanches et des chaussures noires Mary Jane.

## Distribution
- Charlyne Pestel : Fifi Brindacier
- Donald Reignoux : Tommy
- Kelly Marot : Annika
- Daniel Beretta : Carl
- Christian Pelissier : Capitaine Brindacier
- Liliane Gaudet : Laeticia Paradis
- Yves Barsacq : Kling
- Patrice Dozier : Klang
- Pierre-François Pistorio : Bloom
- Joseph Falcucci : Fridolf
- Philippe Dumond : M. Settergreen
- Marie Gamory : Mme Settergreen
- Christophe Lemoine : Ben
- Francette Vernillat, Philippe Dumond, Pierre Tornade, Bernard Alane, Gérard Rinaldi, Gérard Hernandez, Marion Game, Lily Baron : Voix additionnelles

 Source et légende : version française (VF) sur RS Doublage